# Velddrif
Velddrif è una cittadina costiera sudafricana situata nella municipalità distrettuale di West Coast nella provincia del Capo Occidentale.

## Geografia fisica
Il centro abitato si affaccia sull'oceano Atlantico presso la foce del fiume Berg a circa 131 chilometri a nord di Città del Capo.